# Chris Latham (Rugbyspieler)
Chris Latham (* 8. September 1975 in Narrabri) ist ein ehemaliger australischer Rugby-Union-Spieler, der als Schlussmann für die Queensland Reds, für die Worcester Warriors und die australische Nationalmannschaft spielte. Er ist nach David Campese auf Platz zwei der australischen Spieler mit den meisten Versuchen.

## Karriere
Latham begann seine Karriere bei den New South Wales Waratahs, wechselte nach einer Saison bereits nach Queensland, wo er dreimal zum Spieler der Super-12-Saison (2000, 2003, 2004) gewählt wurde. Sein Debüt für die Nationalmannschaft gab er 1998, als die „Wallabies“ auf Frankreich trafen. Er nahm an den Weltmeisterschaften 1999, 2003 und 2007 teil.
Er gilt seit dem Jahr 2004, als er sich auch in der Nationalmannschaft gegen bestehende Größen wie Mat Rogers und Matt Burke durchsetzte, zu den besten Schlussspielern der Welt. Im Jahr 2006 wurde er vom Weltverband International Rugby Board als Spieler des Jahres nominiert. Die Wahl gewann letztlich der neuseeländische Kapitän Richie McCaw.
Lathams letzte Saison bei den Reds war von zahlreichen Verletzungen geprägt. Er kehrte am 13. Spieltag gegen die Crusaders zurück, verletzte sich dabei nach wenigen Minuten erneut, sodass ihm ein 100. Spiel im Super Rugby vergönnt blieb. Er wechselte zum Beginn der Premiership-Saison 2008/09 nach Worcester, um dort seine Karriere zu beenden. Die erste Spielzeit in England endete nach einer Schulterverletzung bereits im März. Der Vertrag lief nach der Saison 2009/10 aus. Danach wechselte Latham für zwei Jahre in die japanische Top League zu Kyuden Voltex. Im Jahr 2019 wurde er als Trainer beim Major-League-Rugby-Verein Utah Warriors für die Saison 2020 verpflichtet.